# Euthynteria

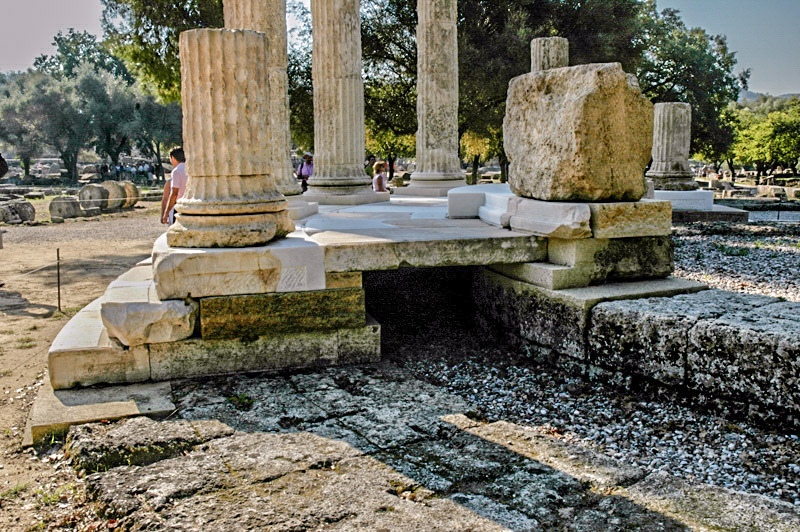
Sotto alla base di marmo del Philippeion di Olimpia si può oggi vedere l'euthynteria in pietra

L'euthynterìa (εὐθυντερία) è un elemento classico del basamento dei templi greci.
Un basamento privo di gradini viene definito crepidine, mentre, se composto da gradini, crepidoma; di questi gradini è importante il più alto, quello sul quale poggiano le colonne, che viene detto stilobate (o toichobate se vi poggiano pareti senza colonne); il piano di appoggio di questi gradini, che poggia direttamente sulle fondamenta, è l'euthynteria.
I blocchi dell'euthynteria sono disposti affiancati orizzontalmente in modo da creare un piano uniforme sul quale innalzare il tempio. Nell'architettura greca è importante dove cadano i giunti rispetto alla struttura generale: in genere inscrivono la base delle colonne, oppure sono coperti al centro da una colonna stessa, in ogni caso difficilmente si trovano disposti casualmente.
L'euthynteria non a vista è composta da blocchi di pietra non pregiata.